# Höskrindan

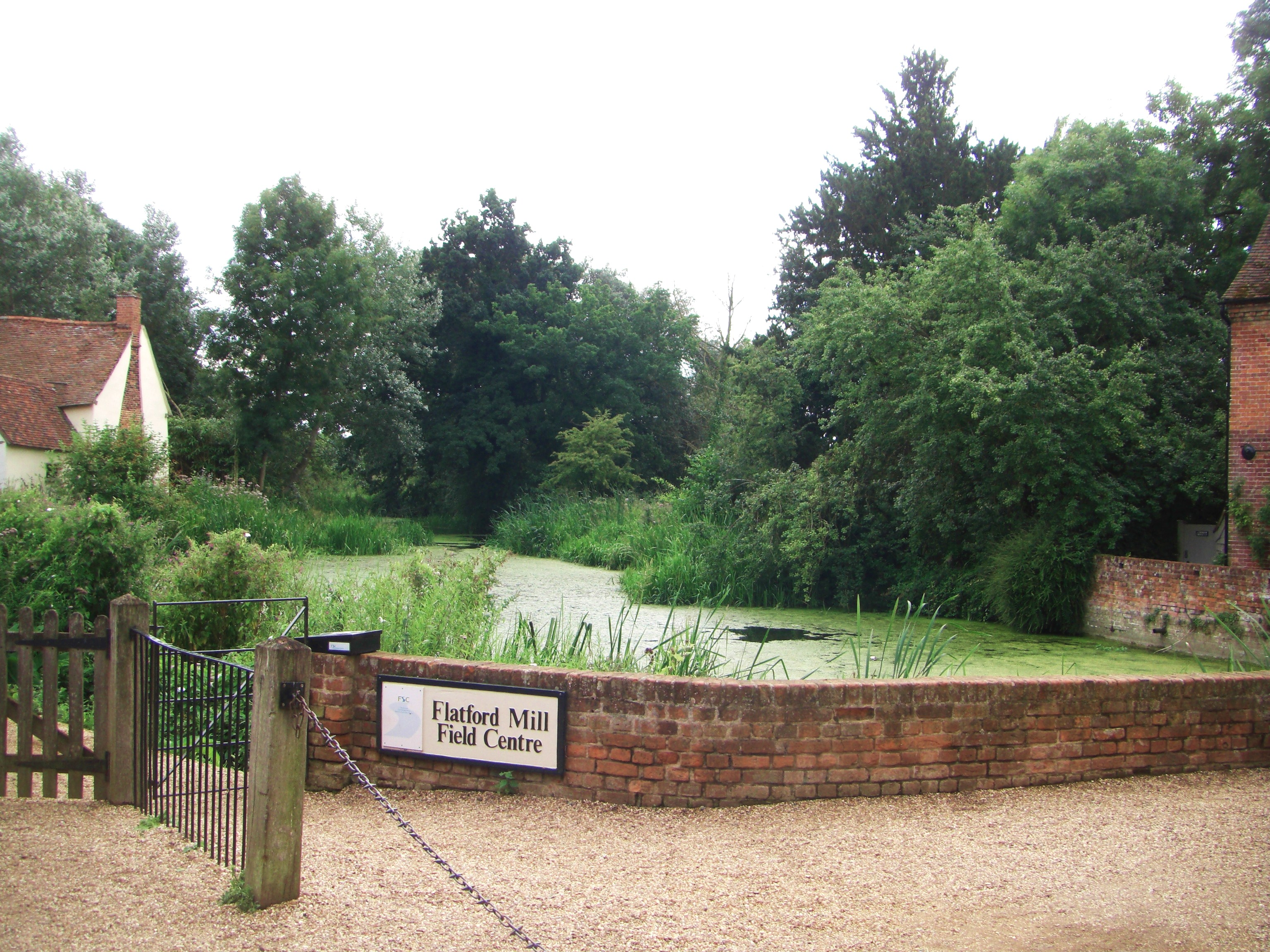
Platsen för scenen med Höskrindan, nu en turistattraktion, 2010.

Höskrindan (engelska: The Hay Wain) är en målning av den brittiska konstnären John Constable från 1821.

## Målningen
Målningen avbildar en lantlig scen vid ån Stour mellan de engelska grevskapen Suffolk till vänster i bilden och Essex till höger. I tavlans mitt drar tre hästar en höskrinda över floden. Willy Lott's Cottage, som också är avbildad i en annan känd målning av Constable, syns på den yttersta vänstra kanten. Platsen för händelsen ligger nära Flatford Mill i Suffolk.
Höskrindan är en av John Constable så kallade "six-footers", det vill säga storskaliga dukar som han målade för Royal Academys årliga sommarutställningar. Liksom i fråga om de andra målningarna i denna serie gjorde Constable först en skiss i full skala. Skissen till Höskrindan finns numera i  Victoria and Albert Museum i London. Ursprungligen ställde Constable ut den färdiga målningen under titeln Landskap mitt på dagen (Landscape: Noon), vilket  antyder att han betraktade målningen som en som ingick i den klassiska landskapsmålningstraditionen med en representation av naturens cykler.
Konstverket är ett av tio som valts ut av brittiska konstinstitutioner för att representera engelsk konst i Europeanas konstprojekt Europeana 280 år 2016.

## Historik
Flatford Mill ägdes av John Constables far. Huset på målningens vänstrakant tillhörde grannen och arrendatorn Willy Lott, som sades vara född i huset och inte ha varit borta från det mer än fyra dagar under sin livstid. Willy Lott's Cottage har överlevt till nutid utan knappast några förändringar, men träden på målningen finns inte kvar idag. 
Höskrindan fick svalt mottagande vid premiärvisningen i London. Däremot var intresset stort i Frankrike, där den visades på Parissalongen 1824 tillsammans med andra verk av Constable och hyllades av Théodore Géricault. Där fick den en guldmedalj av den franske kungen Karl X av Frankrike.
Höskrindan röstades fram som Storbritanniens näst mest populära målning, efter William Turners The Fighting Téméraire, i en tävling som arrangerades 2005 av BBC Radio 4.

## Proveniens
Höskrindan hade svårt att finna köpare, när den visades på utställningen på Royal Academy 1821. Målningen såldes slutligen på utställningen tillsammans med tre andra målningar av Constable till konsthandlaren John Arrowsmith. Den såldes så småningom till en Mr. Young i Ryde på Isle of Wight. Där uppmärksammades den av Mr. Youngs vän, konstsamlaren Henry Vaughan, och målaren Charles Robert Leslie. Vaughan köpte den av dödsboet efter Mr. Young och överlämnade den till National Gallery i London, där den fortfarande hänger. Genom testamente donerade han också den fullskaliga skissen till målningen, gjord med palettkniv, till dåvarande South Kensington Museum, numera  Victoria and Albert Museum.